# Franz Anton Engl von Wagrain
Franz Anton Engl von Wagrain, magyar forrásokban wagreni gróf Engl Antal (Milbach, Ausztria, 1702. január 25. – Temesvár, 1777. január 30.) megyéspüspök. 

## Életútja
1733-tól belgrád-szendrői püspök, később elmenekült a törökök elől. 1750. december 7-én nevezték ki csanádi püspökké. Átszervezte egyházmegyéje közigazgatását, amely 1919-ig hatályban maradt. Az esperesektől részletes jelentést kért. A Makó környékén fekvő birtokokon megteremtette az egyházmegye intézményeinek anyagi alapjait. 1777-ben hunyt el. Sírja a temesvári székesegyházban van.